# Усокский сельский совет (Ямпольский район)
Усокский сельский совет (укр. Усоцька сільська рада) — входит в состав
Ямпольского района
Сумской области
Украины.
Административный центр сельского совета находится в 
с. Усок
.

## Населённые пункты совета
- с. Усок